# Capitoniscus cumacei
Capitoniscus cumacei is een pissebed uit de familie Cryptoniscoidea incertae sedis. De wetenschappelijke naam van de soort is voor het eerst geldig gepubliceerd in 1972 door Bourdon.